# 志摩町片田
志摩町片田（しまちょうかただ）は、三重県志摩市の地名。2004年現在の面積は2.36km2。
明治時代に伊東里きがアメリカ合衆国に渡り、里きに続いて多くの片田地区の住民がアメリカに移民したことから、「アメリカ村」の異名を持つ。

## 地理
志摩市の南部、志摩半島最南端の先島半島（前島半島）東端に位置する。北は英虞湾に、南は太平洋（熊野灘）に面する。東は深谷水道をはさんで大王町船越、西は志摩町布施田と接する。
熊野灘沿岸は、岩礁が発達し、複雑な地形を形成する一方で、大野には砂浜が広がる。海食崖である麦崎には志摩半島最南端の灯台である麦崎灯台が建ち、布施田水道に東から入る船の目標物となっている。
片田の中央部は起伏が多いため、限られた平地に家々が密に建ち並ぶ。集落は東側の大野と西側の乙里に分かれ、相互にライバル意識を持つ。大野集落は海抜ゼロメートル地帯であり、長年に渡り暴風雨や高潮の被害を受けてきた。
- 岬：麦崎
- 海浜：大野浜
- 島：大莚（おおむしろ、おむしろ）島、小莚島、猪子島

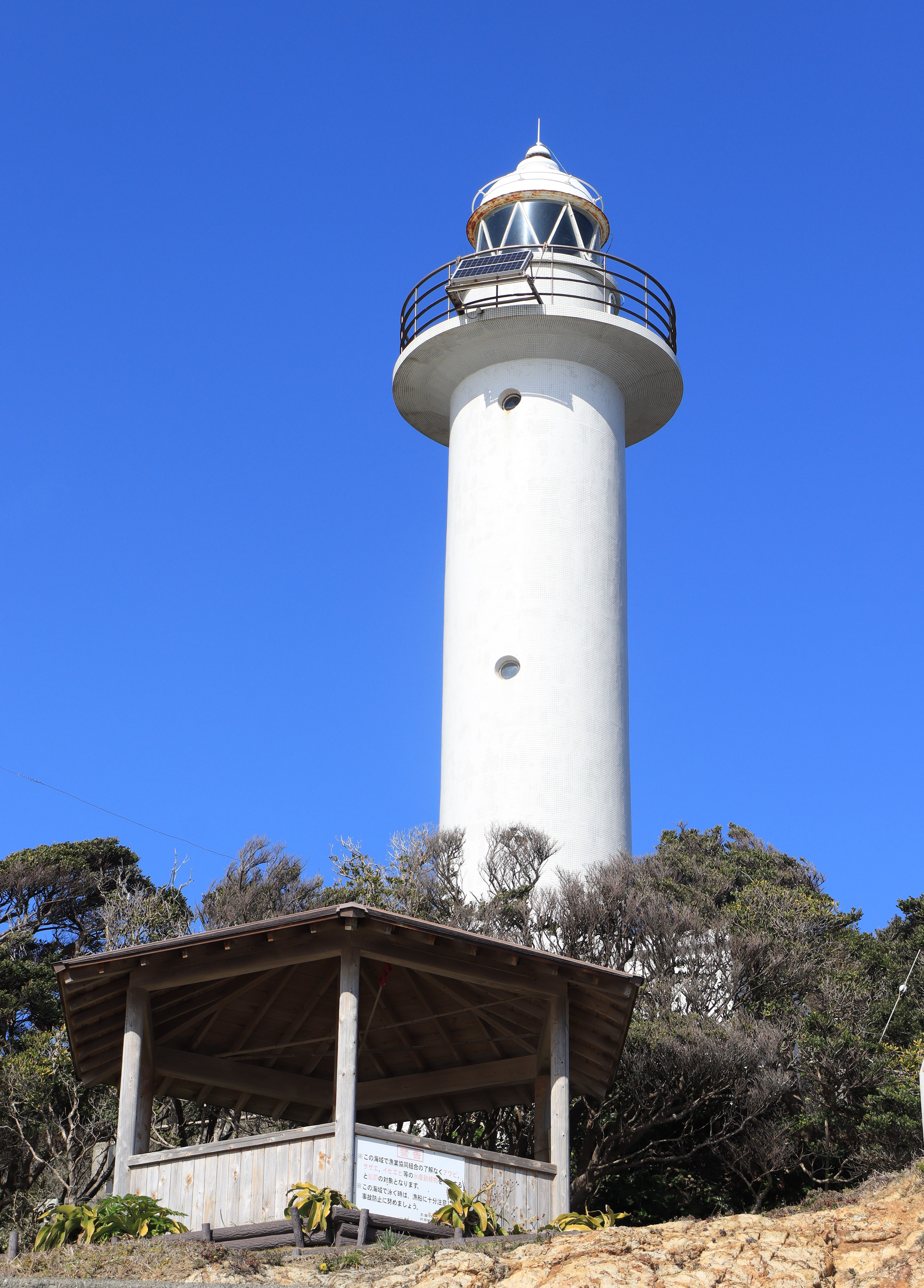
麦崎灯台

## 歴史

### 近世まで
志摩町片田と志摩町布施田の境界付近にある小字切間では、弥生土器・須恵器・土師器が見つかっている。また大莚島、乙部、宮の谷、田尻では弥生時代の遺跡が、大塚では直径約20mの円墳が発見されている。
鎌倉時代の『神鳳鈔』には「片田御厨」と「小大野」の地名が記載されている。言い伝えでは、片田地区は片田集落（乙里）と大野集落を1つに合わせた地区だとされる。また、中世の古文書には『皇太神宮年中行事』や『神領給人引付』に「片方」として記録するものもある。
江戸時代には志摩国英虞郡鵜方組に属し、片田村として鳥羽藩の配下にあった。江戸時代を通して村高は589石余であった。毎年初鰹と鯛5枚を藩主に献上し、エビ・サザエ・アジなども必要に応じて代銀を受け取って納めた。このほかにもさまざまな漁獲物があり、船数は121艘に上った。藩主内藤忠政の参勤交代の際には船を出し、海難救助にも当たった。

### 近代以降
町村制が施行されると、片田村は単独で村制を敷き、2度の市町村合併を経て、大字として存続している。片田村時代は半農半漁村だった一方、機帆船を所有して海運業に従事する村民も多かった。1889年（明治22年）1月26日、片田村出身の伊東里きは横浜港からサンフランシスコへ渡り1894年（明治27年）にアメリカ人男性との間に生まれた娘を連れて片田村に帰郷した。すっかり垢抜け、英語が端々に混ざる話し方をする里きの姿に村人は驚き、アメリカの労働賃金の高さを知って渡米を希望した若者を連れ、再びサンフランシスコへ戻っていった。
渡米した若者たちは玄米1俵が3円の時代に平均して年間300円を故郷に送金したため、片田村では里きを頼ってアメリカに渡る人が急増し、明治末期から大正初期にかけて移民が片田郵便局に送金した金額は、片田村の予算の3倍にも達した。片田村からの移民の中に平賀亀祐の父もおり、亀祐は父を追って渡米し、現地で絵画を学んだ。この移民ブームは第二次世界大戦前まで続いた。
1932年（昭和7年）10月14日に深谷水道が開通し、以後片田村で副業として真珠養殖を行う業者が増加した。1935年（昭和10年）の国勢調査によれば男性100人に対する女性の人口は131人で、東京文理科大学の青野壽郎は「海女といふ職業が、女子を郷土に定住せしめる有力な経済的要因となつてゐることに基く結果の人口現象であると解せられる。」と分析した。
1954年（昭和28年）に谷野良之は片田村の小中学生を対象に起立性蛋白尿の調査を行った。これによると、小学生は夏季に毎日3時間水泳を行うため高温から守られ、起立性蛋白尿を患う児童は少ないが、中学生は真珠などの作業に従事するため、起立性蛋白尿を患う生徒は小学生に比べ多かったという。1959年（昭和34年）、伊勢湾台風が襲来したことを契機として防波堤が築かれたため、大野集落の自然災害による被害の軽減が実現した。1975年（昭和50年）12月10日には麦崎灯台が設置され、航行目標となった。
片田大野の防波堤は2001年（平成13年）に台風11号の上陸などによって基部が侵食され、同年に補修されたc。2014年（平成26年）3月31日、統合により志摩町片田にあった片田中学校が閉校した。

### 沿革
- 1889年（明治22年）4月1日 - 町村制施行により英虞郡片田村が成立。
- 1896年（明治29年）4月1日 - 郡の統合により答志郡と英虞郡が合併したことにより、志摩郡片田村となる[17]。大字は編成せず。
- 1954年（昭和29年）12月1日 - 市町村合併により、志摩郡志摩町片田となる。
- 2004年（平成16年）10月1日 - 平成の大合併により、志摩市志摩町片田となる。

### 地名の由来
干潟を干拓して田としたことから「潟田」と呼ばれ、「片田」の字が当てられた。

## 世帯数と人口
2019年（令和元年）7月31日現在の世帯数と人口は以下の通りである。
| 町丁       | 世帯数    | 人口    |
| ---------- | --------- | ------- |
| 志摩町片田 | 1,000世帯 | 2,054人 |

### 人口の変遷
1746年以降の人口の推移。なお、2005年以後は国勢調査による推移。
| 1746年（延享3年）  | 1,461人 | [ 3 ]     |  |
| 1908年（明治41年） | 3,622人 | [ 3 ]     |  |
| 1960年（昭和35年） | 3,960人 | [ 19 ]    |  |
| 1980年（昭和55年） | 3,281人 | [ 5 ]     |  |
| 2000年（平成12年） | 2,959人 | [ 19 ]    |  |
| 2005年（平成17年） | 2,682人 | [ WEB 7 ] |  |
| 2010年（平成22年） | 2,471人 | [ WEB 8 ] |  |
| 2015年（平成27年） | 2,167人 | [ WEB 9 ] |  |

### 世帯数の変遷
1746年以降の世帯数の推移。なお、2005年以後は国勢調査による推移。
| 1746年（延享3年）  | 294戸     | [ 3 ]     |  |
| 1908年（明治41年） | 642戸     | [ 3 ]     |  |
| 1960年（昭和35年） | 833世帯   | [ 19 ]    |  |
| 1980年（昭和55年） | 966世帯   | [ 5 ]     |  |
| 2000年（平成12年） | 1,056世帯 | [ 19 ]    |  |
| 2005年（平成17年） | 1,008世帯 | [ WEB 7 ] |  |
| 2010年（平成22年） | 982世帯   | [ WEB 8 ] |  |
| 2015年（平成27年） | 921世帯   | [ WEB 9 ] |  |

## 学区
市立小・中学校に通う場合、学区は以下の通りとなる。
| 番・番地等 | 小学校             | 中学校             |
| ---------- | ------------------ | ------------------ |
| 全域       | 志摩市立志摩小学校 | 志摩市立志摩中学校 |

## 経済
戦前まで半農半漁の地域であったが、戦後に真珠養殖が普及し隆盛した。戦後の農家数は少なくなったが、野菜やサツマイモを生産している。民宿もある。

### 水産業

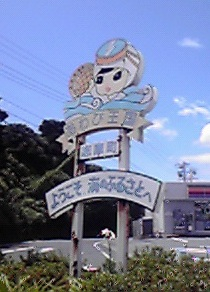
あわび王国の看板（2008年、現存せず）

海女漁業や真珠養殖が注目されがちであるが、現実には多種多様な漁法が展開されている。麦崎沖は、東西の潮流がぶつかり、潮目を形成する。熊野灘沿岸ではブリの定置網漁、エビの刺網漁、カツオの一本釣り漁と海女によるアワビ・サザエ・海藻採取が展開され、英虞湾岸は専ら真珠養殖である。刺網と海女漁は郷（乙里郷・大野郷）単位で行われるが、海女漁の一部は夫婦単位で操業する。志摩町の他の大字と同じく、真珠養殖が主で海女漁業が従となっている一方、海女の操業日数は志摩地方では多い方である。
大野には砂浜海岸があるため、地曳網が大規模に行われていたが、戦後に停止した。片田の地曳網には網元がおらず、平等な村人総出の漁法であった。戦後は地曳網に代わって大型定置組合が発足、平等性は引き継がれた。大型定置組合とは、1952年（昭和27年）に発足した「片田定置網漁業組合」を指し、当時毎日のように何千何万ものブリが獲れたことから設立されたものである。2000年代には最盛期の3分の1ほどの漁獲量となったが、2003年（平成15年）8月1日には組合を片田定置株式会社に組織変更して、事業を続けている。

#### 片田漁港
片田漁港（かただぎょこう）は、三重県志摩市志摩町片田にある第1種漁港。1953年（昭和28年）3月5日に港湾指定を受け、志摩市が管理する。2009年（平成21年）の統計では属地陸揚量と属人漁獲量はともに45.0t、属地陸揚げ金額は113百万円であった。漁港は外洋に面しており、1970年（昭和45年）前後には漁港施設がほとんどなく、漁船の停泊にも苦労するほどであった。
片田漁港を拠点としていた片田漁業協同組合（志摩の国漁業協同組合を経て三重外湾漁業協同組合に統合）は、1911年（明治44年）4月1日に片田漁業組合として発足した。組合長を片田村長が兼務していたため、実務は専務が全権を掌握した。明治時代には、伊勢・河崎の朝市に間に合わせるためにカチニモチによって深夜に輸送し、アワビは明鮑（干しアワビ）に、ナマコはきんこに加工して大阪や神戸の貿易商に販売した。地曳網でイワシ、寄網でムツ・ブリ、建切網でボラ・サンマ、刺網でエビ・磯魚、海女による採取で真珠貝・海藻を採取する漁業が営まれてきた。
平成に入ると、昭和後期から続いていたブリの大漁が終わり、海女数も減少し、片田漁協の経営は厳しくなり、深谷漁港と片田漁港の改修にかかる地元負担金が支払えず、工事が中断することもあった。
釣り場としては、アジ・メバル・アオリイカなどを釣ることができる。

## 交通
鉄道
鉄道は通っていない。最寄り駅は陸路なら阿児町鵜方にある近鉄志摩線鵜方駅。
バス
片田バス停（三重交通三重交通志摩営業所管内）
- 60・62系統 御座港
- 60・62系統 伊勢市駅前
- 60・62系統 伊勢赤十字病院

道路
- 国道260号 - 北部を通る志摩バイパスと南部を通る本線が深谷大橋西交差点で分岐する。志摩バイパスには長田橋と志摩丸山橋、本線には歩道橋がある。

## 施設

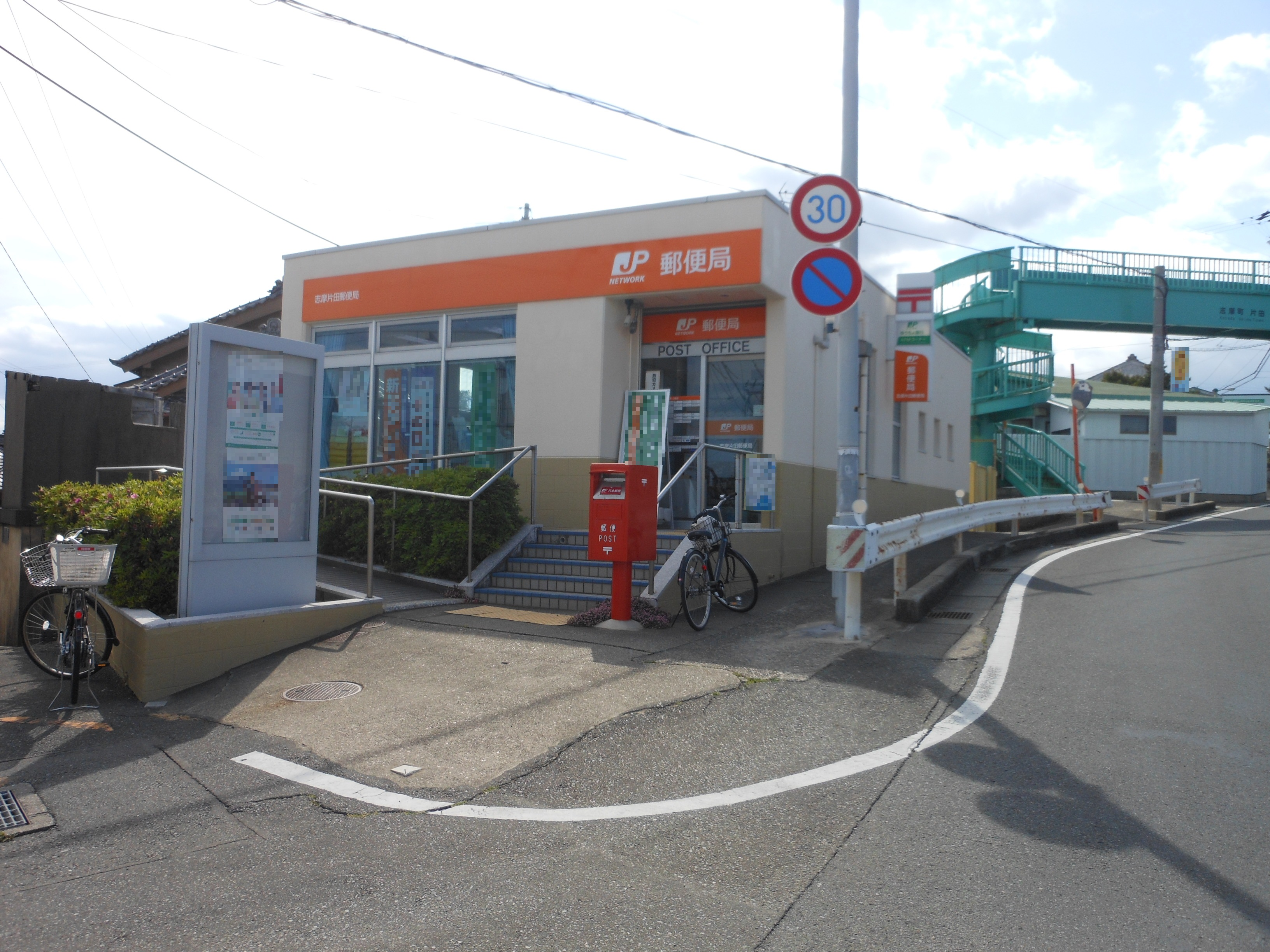
志摩片田郵便局

| - 志摩市片田共同福祉施設 - 志摩市立片田小学校 - 志摩市立片田保育所 - 志摩片田郵便局 - 鳥羽警察署片田警察官駐在所 - 中部電力片田変電所 | - 鳥羽志摩農業協同組合志摩支店片田 - 三重外湾漁業協同組合志摩支所片田 - 片田真珠養殖漁業協同組合 - 中京銀行伊勢支店片田出張所 - 株式会社三橋組本社 - デイサービスセンターはまみの里 - 志摩市介護老人保健施設志摩の里 |

## 史跡
- 八雲神社 - 小字宮の前にある、片田の鎮守社[3]。江戸時代は牛頭天王社と称し、明治4年に改称した[3]。明治末期に稲田姫神社ほか13社を合祀した[3]。
- 麦崎神社 - 八雲神社の分社であり、竜宮井戸の伝説が残る[WEB 4]。
- 仏寿山来迎寺 - 曹洞宗の仏教寺院で、鳥羽市にある常安寺の末寺[3]。慶長年間の創建[3]。
- 玉峰山金剛院 - 常安寺の末寺[3]。
- 慈眼山如意庵 - 常安寺の末寺で、境内に薬師堂と金比羅堂がある[3]。

### 片田稲荷神社

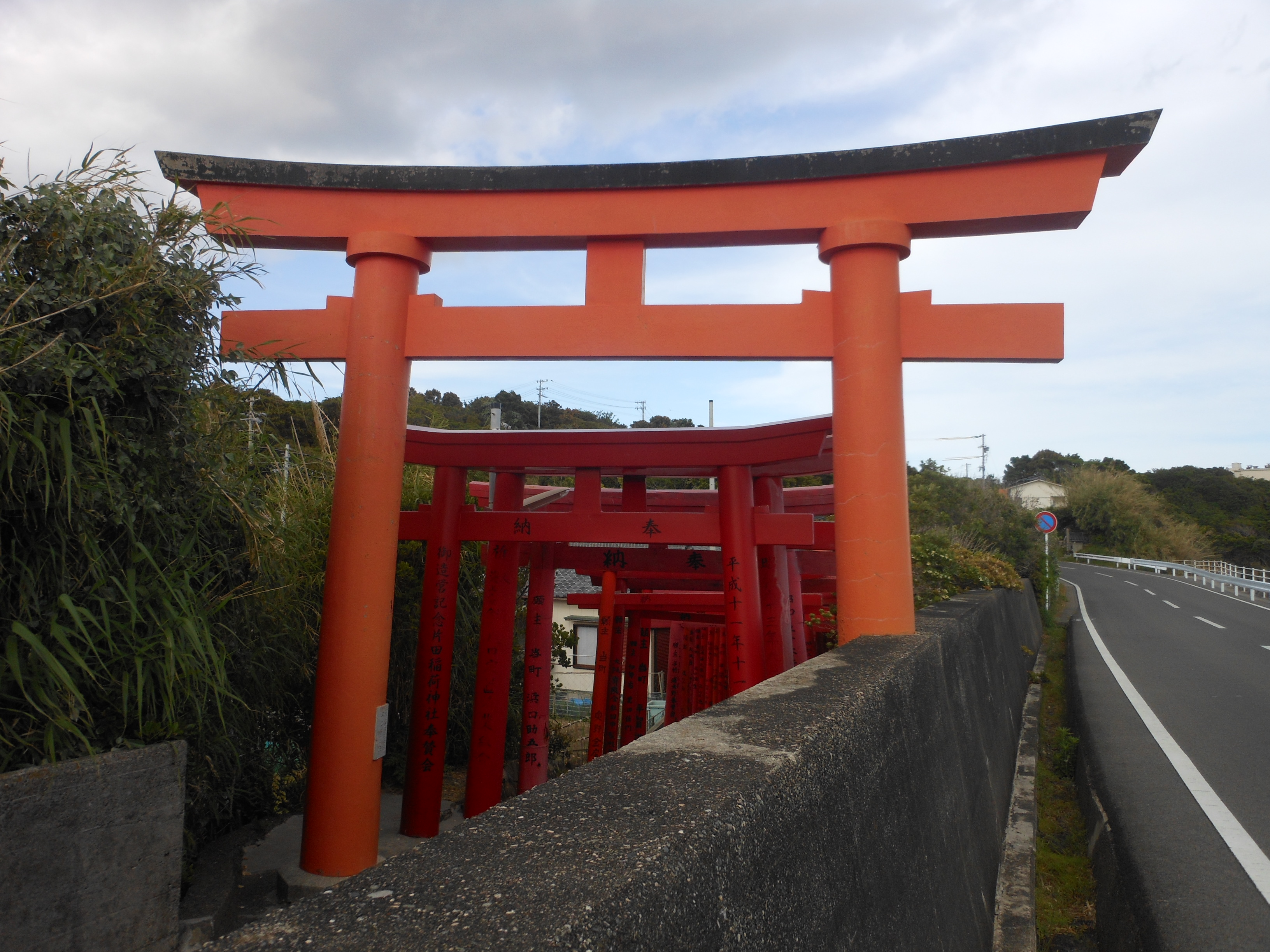
片田稲荷神社

大野浜付近に鎮座する、京都から勧請した神社。安政2年（1855年）創建。朱色の鳥居が並び立つ参道を抜けると、本殿の隣に石段があり、その上に日和山だった名残の方位石がある。漁業神として信仰を集め、1月7日の縁日には多くの参詣者が集う。

### 宝珠山三蔵寺
真言宗醍醐派醍醐寺三宝院の末寺。創建は仁安2年（1167年）、脇田雄良阿闍梨によると伝わる。本尊は観音菩薩で、円空作の観音木像（高さ1.56 m）も安置する。江戸時代に藩命で片田村内の曹洞宗3寺に檀徒が規制されるまでは、地域の有力寺院であった。
寛文4年（1664年）に当時の住職・明鏡院文盛が『三蔵寺世代相伝系譜』を著し、片田・布施田・和具の3村による地先争いや真言宗の信者が曹洞宗に圧迫される様子などを記録する。三蔵寺の栄枯盛衰と志摩の民俗を伝える重要な史料となっている。
伊東里きの姉・なをの嫁ぎ先でもあり、里きがアメリカ土産として送ったフェニックスが境内に植えられていたが、大阪府吹田市の万博記念公園に移植されたため、三蔵寺には残っていない。

## 出身者
- 伊東里き[6] - 明治時代に渡米し、片田村の移民の先駆けとなった。
- 平賀亀祐[6] - 画家

## その他

### 日本郵便
- 郵便番号 : 517-0701[WEB 2]（集配局：志摩郵便局[WEB 14]）。

### WEB
1. 1 2  “志摩市の人口について”.   志摩市 (2019年7月31日). 2019年8月28日閲覧。
2. 1 2  “志摩町片田の郵便番号”.  日本郵便. 2019年8月15日閲覧。
3. ↑  “市外局番の一覧”.   総務省. 2019年6月24日閲覧。
4. 1 2 3  伊勢志摩きらり千選実行グループ"志摩町片田麦崎灯台/伊勢志摩きらり千選"（2012年11月11日閲覧。）
5. ↑  コトバンク"平賀亀祐とは"（2012年11月18日閲覧。）
6. ↑  “「誇りに思える中学に」3校統合の志摩中が開校式”.  伊勢新聞 (2014年4月8日). 2014年8月6日時点のオリジナルよりアーカイブ。2014年8月6日閲覧。
7. 1 2  “平成17年国勢調査の調査結果(e-Stat) - 男女別人口及び世帯数 －町丁・字等”.   総務省統計局 (2014年6月27日). 2019年8月16日閲覧。
8. 1 2  “平成22年国勢調査の調査結果(e-Stat) - 男女別人口及び世帯数 －町丁・字等”.   総務省統計局 (2012年1月20日). 2019年8月16日閲覧。
9. 1 2  “平成27年国勢調査の調査結果(e-Stat) - 男女別人口及び世帯数 －町丁・字等”.   総務省統計局 (2017年1月27日). 2019年8月16日閲覧。
10. ↑  “学校通学区”.   志摩市. 2019年8月28日閲覧。
11. 1 2 3  三重県農林水産部水産基盤整備課"三重県農林水産部水産基盤整備課/片田漁港"（2012年11月17日閲覧。）
12. ↑  海の釣り場情報"片田漁港 - 海の釣り場情報"（2012年11月11日閲覧。）
13. 1 2  伊勢志摩きらり千選実行グループ"片田稲荷縁日/伊勢志摩きらり千選"（2012年11月11日閲覧。）
14. ↑  “郵便番号簿 2018年度版” (PDF).   日本郵便. 2019年6月10日閲覧。

### 文献
1. 1 2  志摩町役場企画課（2004）：95ページ
2. 1 2 3  志摩町史編纂委員会編 2004, p. 803.
3. 1 2 3 4 5 6 7 8 9 10 11 12 13 14 15 16 17  「角川日本地名大辞典」編纂委員会 1983, p. 321.
4. 1 2 3 4  高木（2008）：71ページ
5. 1 2 3 4 5 6  「角川日本地名大辞典」編纂委員会 1983, p. 1422.
6. 1 2 3 4 5 6  志摩町史編纂委員会編 2004, p. 238.
7. 1 2 3  志摩町史編纂委員会編 2004, p. 237.
8. 1 2 3 4 5 6 7 8 9  平凡社地方資料センター 1983, p. 698.
9. ↑  里き・源吉の手紙を読む会編 1983, p. 20.
10. 1 2  志摩町史編纂委員会編 2004, p. 802.
11. ↑  郡長昭（2011）：14ページ
12. ↑  志摩市小学校社会科副読本編集委員会 編（2009）：153ページ
13. ↑  大島（1955）：105, 114ページ
14. ↑  青野（1936）：274, 276ページ
15. ↑  谷野（1954）：123ページ
16. ↑  谷野（1954）：123 - 125ページ
17. ↑  『官報』第3822号、明治29年3月30日。
18. ↑  中村精貮 1951, p. 16.
19. 1 2 3 4  志摩町役場企画課（2004）：96ページ
20. 1 2 3  高木（2008）：72ページ
21. ↑  大喜多（1973）：350ページ
22. ↑  高木（2008）：71 - 72ページ
23. ↑  志摩町史編纂委員会編 2004, p. 295.
24. ↑  志摩町史編纂委員会編 2004, p. 295-296.
25. 1 2  志摩町史編纂委員会編 2004, p. 282.
26. ↑  志摩町史編纂委員会編 2004, p. 282-283.
27. ↑  志摩町史編纂委員会編 2004, p. 283.
28. ↑  志摩町史編纂委員会編 2004, p. 285.
29. 1 2 3  講談社MOOK 2011, p. 62.
30. ↑  林一茂"企画展 「円空さんと志摩」仏像、仏画集め展示"2013年11月2日付朝刊、三重版17ページ
31. ↑  里き・源吉の手紙を読む会編 1983, p. 42-43.